# Höbarthmuseum

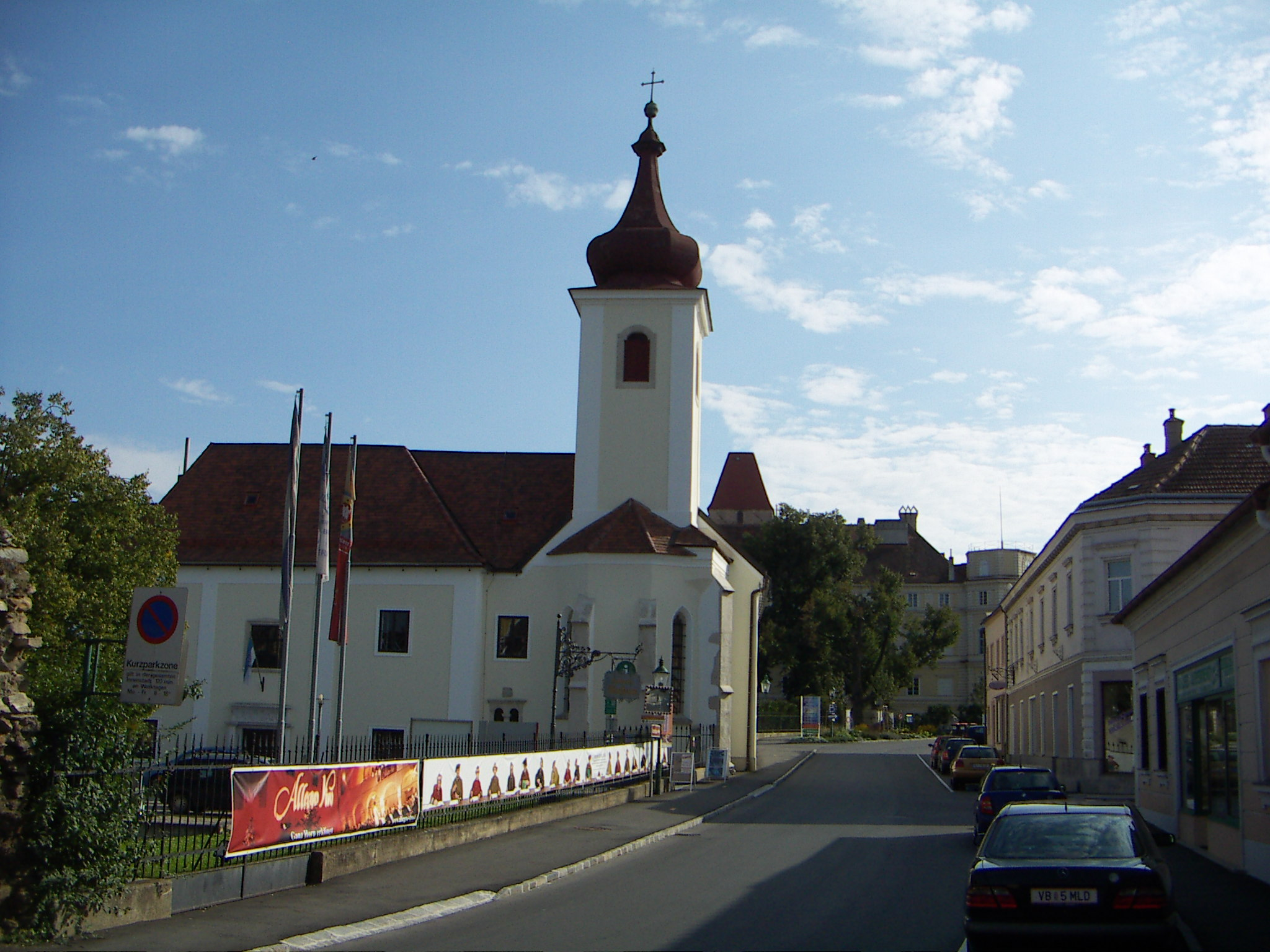
Höbarthmuseum

Das Höbarthmuseum ist ein nach dem Heimatforscher Josef Höbarth benanntes Museum in der Stadt Horn. Das Museum beinhaltet eine der bedeutendsten urgeschichtlichen Sammlungen Niederösterreichs.

## Höbarthmuseum
Das Museum wird von der Stadt Horn und vom Museumsverein in Horn getragen. Der Eingangsbereich ist gemeinsam mit dem Madermuseum. Das 1930 gegründete Museum war bis 1973 im sogenannten Ölknechthof untergebracht und wurde dann in das ehemalige Bürgerspital der Stadt Horn verlegt. Es umfasst 23.000 Objekte und zeigt älteste, von Menschenhand geschaffene Werkzeuge und jungsteinzeitliche und bronzezeitliche Funde aus der Region wie die Venus von Eggendorf aus den Beständen von Josef Höbarth, daneben eine Antikensammlung mit Vasen und Terrakotten aus dem Mittelmeerraum, Details zur Stadtgeschichte und Stadtentwicklung von Horn, mittelalterliche Münzfunde, einen Zunftladen und Schützentruhen, Volkskunde und Volkskunst und Bildhauermodelle und Figuren wie die Theraser Madonna.
Der Vorplatz des Museums wird von Resten der Stadtmauer teils begrenzt. An der Stadtmauer ist die versetzte Steinmetzrahmung vom ehemaligen Wiener Tor erhalten. Der in den 1480er Jahren errichtete Befestigungsturm der Nordostecke der Stadtbefestigung heißt Graselturm und enthält eine Dauerausstellung zum Räuber Johann Georg Grasel.
Die vom Breiteneicher Landwirt Ernst Mader (1892–1979) aufgebaute Sammlung von bäuerlichen Maschinen und Geräten wie Holzpflügen, Traktoren, Mähdreschern und einem Dampflokomobil ist im Madermuseum zugänglich.
Daneben gehört zum Museum die 5000 Bände umfassende Waldviertel-Bibliothek für lokal- und regionalhistorische Forschungen, die mit dem Horner Stadtarchiv verbunden ist.

## Leitung
- 1930–1952 Josef Höbarth
- 1954–1965 Friedrich Berg
- 1971–1991 Ingo Prihoda
- 1991–2001 Erich Rabl
- 2002–2005 Gertraud Kofler
- 2006–2016 Anton Kurz
- 2016–dato Anton Mück

## Ausstellungen
- 2008 und 2009: Der Horner Bund. 1608. 400 Jahre. Adelige Macht und Religionsfreiheit.